# Muntanya Sainte-Victoire
Muntanya Sainte-Victoire és una sèrie de pintures a l'oli de l'artista francès Paul Cézanne.

## Descripció
La muntanya Sainte-Victoire és una muntanya situada en el sud de França, en les proximitats de Ais de Provença. Va ser objecte d'una sèrie de pintures de Cézanne.
En aquestes obres, Cézanne solia representar el pont sobre la vall del riu Arc de la línia de ferrocarril entre Aix i Marsella.
Tan sols mig any després de l'obertura de la línia entre Aix i Marsella el 15 d'octubre de 1877, en una carta a Émile Zola amb data de 14 d'abril de 1878, Cézanne lloava la muntanya Sainte-Victoire, que observava des del tren. Poc després, va començar a pintar la sèrie centrada en aquesta muntanya.
Els quadres pertanyan al postimpressionisme. Cézanne emprava la geometria per representar la naturalesa, emprant diferents colors per representar profunditat dels objectes.

## Galeria

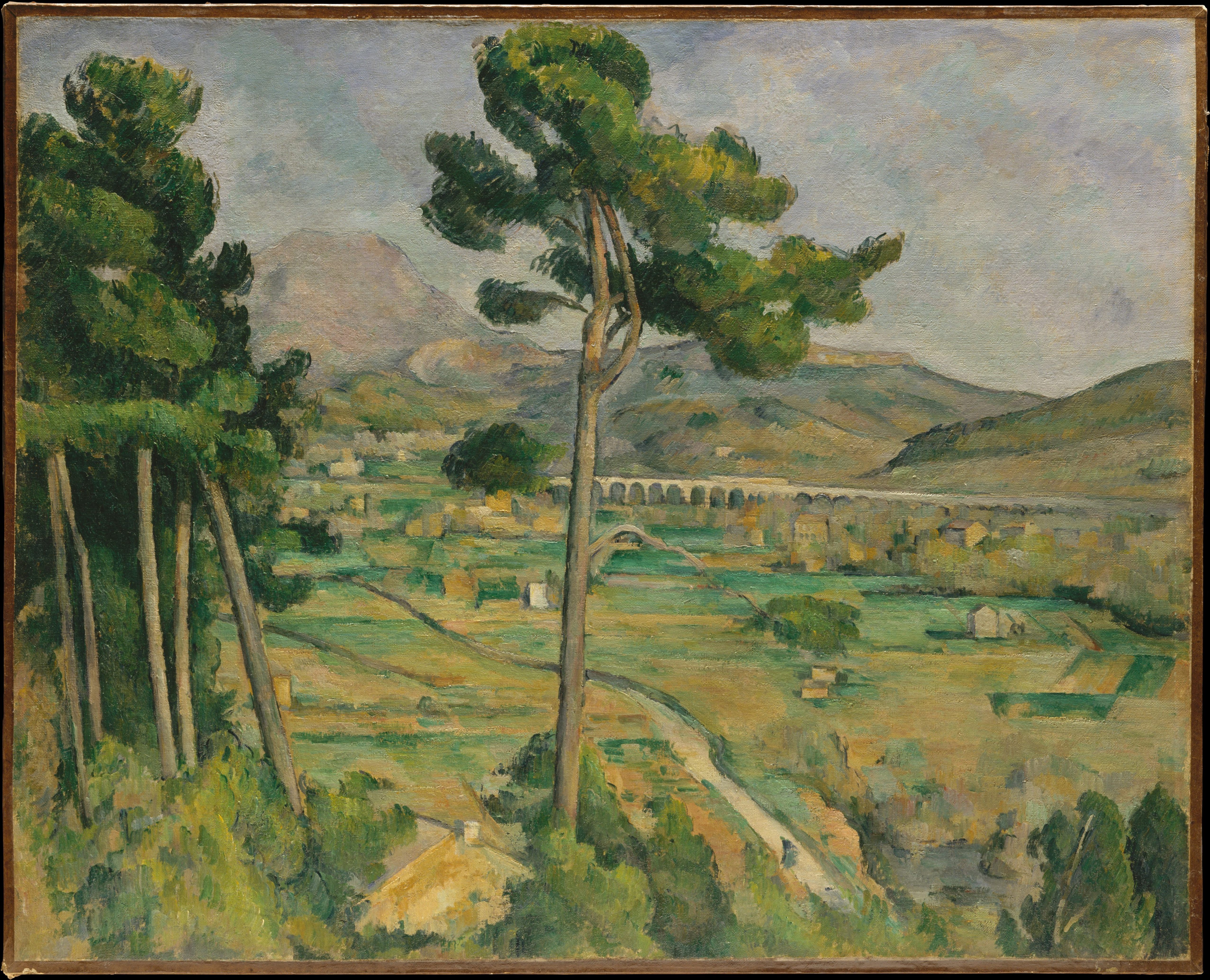
La muntanya Sainte-Victoire i el viaducte de la vall del riu Arc (1885–1887), Metropolitan Museum of Art
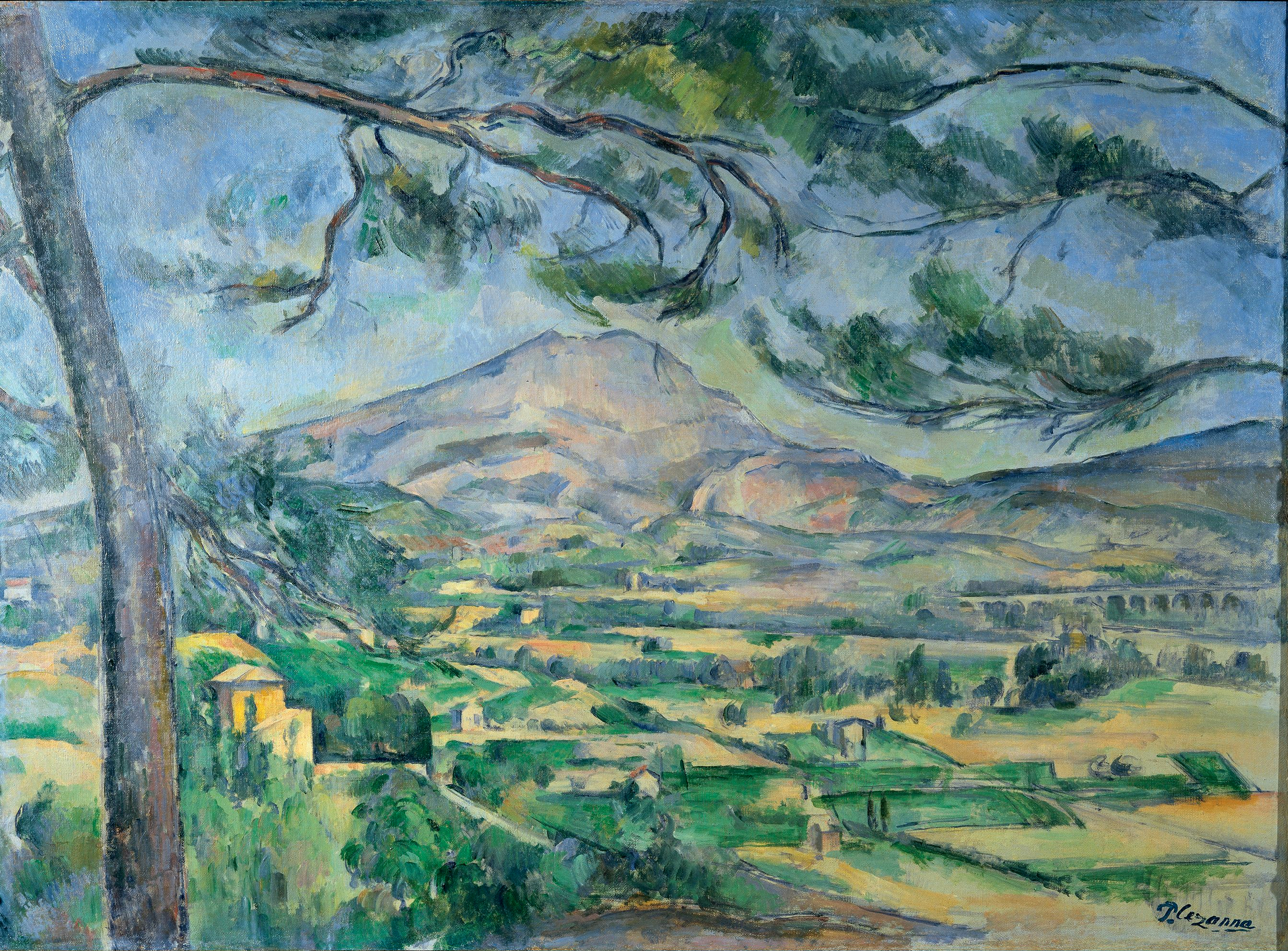
La muntanya Sainte-Victoire amb un gran pi (c. 1887), Courtauld Institute of Art
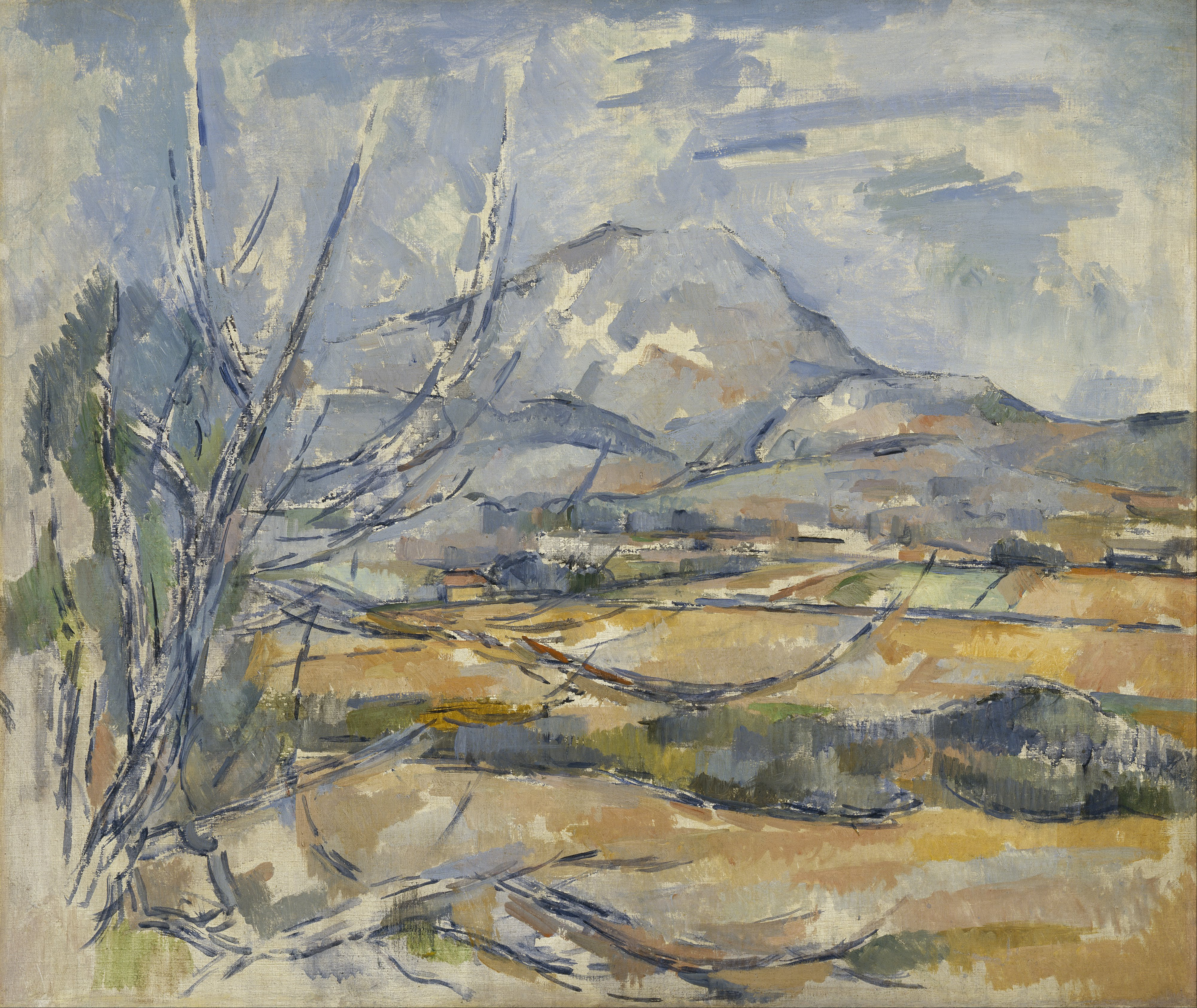
Muntanya Sainte-Victoire, 1890, Galeria Nacional d'Escòcia
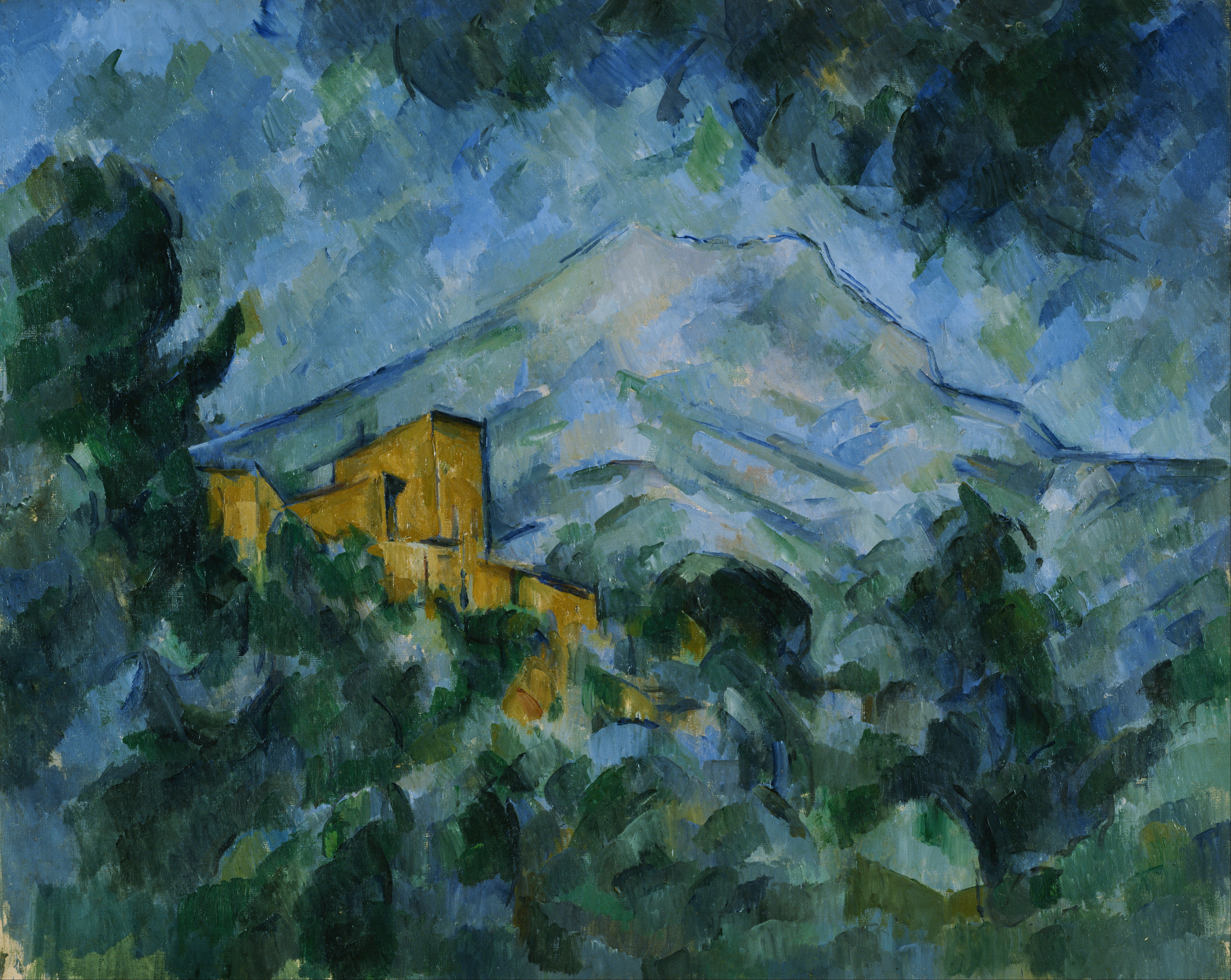
Muntanya Sainte-Victoire i Château Noir, 1904–06, Museu d'Art Bridgestone